# 日本复叶耳蕨
日本复叶耳蕨（学名：Arachniodes nipponica）也称安顺复叶耳蕨、贡山复叶耳蕨，为鳞毛蕨科复叶耳蕨属下的一个种。